# 东郊镇 (文昌市)
东郊镇是中华人民共和国海南省文昌市下辖的一个镇。

## 行政区划
东郊镇下辖以下村级行政区划单位：
东郊墟社区、宝玉村、豹山村、东郊村、良梅村、码头村、前进村、清港村、上坡村、泰山村、中南村、中山村、良田村、椰海村、建华山村和椰林村。

## 景区
- 八门湾红树林：位于文昌河、文教河和横山河等八条大小河流入清澜港北侧汇合处，面积30000亩。这里的红树品种占全世界红树品种81种的40%，是中国红树品种最多的地方。